# Campeonato Mundial de Halterofilismo de 2014 - Até 75 kg feminino
A categoria até 75 kg feminino foi um evento do Campeonato Mundial de Halterofilismo de 2014, disputado no Palácio de Esportes Baluan Sholak, em Almaty, no Cazaquistão, entre 14 e 15 de novembro de 2014. 

## Calendário
Horário local (UTC+6) 
| Dia            | Horário | Fase    |
| -------------- | ------- | ------- |
| 14 de novembro | 21:00   | Grupo C |
| 15 de novembro | 13:00   | Grupo B |
| 15 de novembro | 16:00   | Grupo A |

## Medalhistas
| Evento    | Ouro                       | Ouro   | Prata                      | Prata  | Bronze               | Bronze |
| --------- | -------------------------- | ------ | -------------------------- | ------ | -------------------- | ------ |
| Arranque  | Nadezhda Evstyukhina (RUS) | 126 kg | Kang Yue (CHN)             | 126 kg | Lidia Valentín (ESP) | 124 kg |
| Arremesso | Rim Jong-sim (PRK)         | 153 kg | Nadezhda Evstyukhina (RUS) | 153 kg | Kang Yue (CHN)       | 151 kg |
| Total     | Nadezhda Evstyukhina (RUS) | 279 kg | Kang Yue (CHN)             | 277 kg | Rim Jong-sim (PRK)   | 276 kg |

## Recordes
Antes desta competição, o recorde mundial da prova era o seguinte:
| Recorde         | Tipo      | Atleta                    | Peso   | Local    | Data                   |
| Recorde Mundial | Arranque  | Natalya Zabolotnaya (RUS) | 135 kg | Belgorod | 17 de dezembro de 2011 |
| Recorde Mundial | Arremesso | Kim Un-ju (PRK)           | 164 kg | Incheon  | 25 de setembro de 2014 |
| Recorde Mundial | Total     | Natalya Zabolotnaya (RUS) | 296 kg | Belgorod | 17 de dezembro de 2011 |

## Resultado
Os resultados foram os seguintes. 
| Pos.              | Atleta                            | Grupo | Peso  | Arranque (kg) | Arranque (kg) | Arranque (kg) | Arranque (kg)     | Arremesso (kg) | Arremesso (kg) | Arremesso (kg) | Arremesso (kg)    | Total |
| Pos.              | Atleta                            | Grupo | Peso  | 1             | 2             | 3             | Resultado         | 1              | 2              | 3              | Resultado         | Total |
| ----------------- | --------------------------------- | ----- | ----- | ------------- | ------------- | ------------- | ----------------- | -------------- | -------------- | -------------- | ----------------- | ----- |
| Medalha de ouro   | Nadezhda Evstyukhina (RUS)        | A     | 74.40 | 123           | 126           | 126           | Medalha de ouro   | 153            | 153            | 153            | Medalha de prata  | 279   |
| Medalha de prata  | Kang Yue (CHN)                    | A     | 74.51 | 126           | 126           | 126           | Medalha de prata  | 151            | 155            | 155            | Medalha de bronze | 277   |
| Medalha de bronze | Rim Jong-sim (PRK)                | A     | 73.34 | 115           | 120           | 123           | 4                 | 147            | 153            | 156            | Medalha de ouro   | 276   |
| 4                 | Lidia Valentín (ESP)              | A     | 73.79 | 120           | 120           | 124           | Medalha de bronze | 140            | 147            | 148            | 4                 | 264   |
| 5                 | Anna Nurmukhambetova (KAZ)        | A     | 74.60 | 105           | 110           | 115           | 5                 | 125            | 130            | 135            | 6                 | 250   |
| 6                 | Ubaldina Valoyes (COL)            | A     | 74.10 | 105           | 105           | 110           | 7                 | 132            | 135            | 137            | 5                 | 245   |
| 7                 | Gaëlle Nayo-Ketchanke (FRA)       | A     | 73.35 | 100           | 104           | 107           | 8                 | 125            | 131            | 131            | 8                 | 238   |
| 8                 | Natalia Prișcepa (MDA)            | A     | 74.79 | 104           | 108           | 111           | 6                 | 127            | 127            | 127            | 10                | 238   |
| 9                 | Marie-Ève Beauchemin-Nadeau (CAN) | A     | 74.90 | 102           | 102           | 107           | 9                 | 133            | 133            | 137            | 7                 | 235   |
| 10                | Jaqueline Ferreira (BRA)          | B     | 74.10 | 100           | 105           | 105           | 13                | 120            | 125            | 130            | 9                 | 230   |
| 11                | Yao Chi-ling (TPE)                | A     | 74.59 | 97            | 101           | 101           | 11                | 125            | 130            | 130            | 12                | 226   |
| 12                | Aksana Yermolenka (BLR)           | B     | 74.04 | 95            | 95            | 100           | 12                | 117            | 122            | 125            | 11                | 225   |
| 13                | María Fernanda Valdés (CHI)       | B     | 75.00 | 94            | 98            | 98            | 17                | 120            | 120            | 125            | 13                | 219   |
| 14                | Mileidy Albarrán (VEN)            | B     | 73.64 | 92            | 97            | 100           | 14                | 114            | 120            | 123            | 15                | 217   |
| 15                | Prabdeep Kaur Sanghera (CAN)      | C     | 73.24 | 96            | 99            | 101           | 10                | 115            | 118            | 118            | 19                | 216   |
| 16                | Yvonne Kranz (GER)                | B     | 74.98 | 87            | 90            | 90            | 23                | 115            | 119            | 121            | 14                | 211   |
| 17                | Alejandra Garza (MEX)             | B     | 73.62 | 90            | 94            | 97            | 15                | 113            | 116            | 120            | 16                | 210   |
| 18                | Mercy Brown (GBR)                 | C     | 74.73 | 89            | 92            | 94            | 16                | 111            | 116            | 116            | 18                | 210   |
| 19                | Manami Fujita (JPN)               | B     | 74.36 | 89            | 92            | 95            | 21                | 108            | 112            | 116            | 17                | 208   |
| 20                | Nina Schroth (GER)                | B     | 74.27 | 92            | 96            | 96            | 20                | 109            | 113            | 116            | 21                | 205   |
| 21                | Bianka Bazsó (HUN)                | C     | 74.08 | 85            | 90            | 93            | 22                | 107            | 111            | 114            | 20                | 204   |
| 22                | Kavita Devi (IND)                 | C     | 73.90 | 85            | 85            | 89            | 24                | 109            | 114            | 115            | 22                | 198   |
| 23                | Kylie Lindbeck (AUS)              | C     | 74.08 | 90            | 90            | 93            | 18                | 105            | 110            | 110            | 23                | 198   |
| 24                | Carlotta Brunelli (ITA)           | C     | 74.63 | 90            | 93            | 95            | 19                | 103            | 103            | 110            | 24                | 196   |
| 25                | Nicol Matamala (CHI)              | C     | 74.84 | 77            | 82            | 86            | 25                | 98             | 102            | 102            | 25                | 184   |
| DSQ               | Kim Un-ju (PRK)                   | A     | 74.63 | 120           | 126           | 127           | —                 | 154            | 157            | 157            | —                 | —     |